# Estação do Norte de Bucareste
Norte de Bucareste (em romeno: București Nord) é a maior estação ferroviária da Romênia, localizada no município de Bucareste. A partir desta estação chegam e partem diariamente quase 200 trens (esse número é maior no inverno e no verão, quando circulam trens extras para o litoral e Valea Prahovei) e serve a linhas nacionais e internacionais. É uma estação terminal e conta com oito plataformas e 14 leitos ferroviários.  Conta também com conexões com o metrô de Bucareste e  com uma linha para o Aeroporto Internacional Henri Coandă.

## História
A então estação Târgoviştei (Gara Târgoviştei) iniciou suas operações em 27 de novembro de 1870, durante a abertura temporária da ferrovia Bucareste-Piteşti. A inauguração oficial, contudo, deu-se somente em 1 de setembro de 1872, com a abertura do trecho Roman-Galați-Bucareste-Piteşti.
A estação e seus arredores foram intensamente bombardeados pelos aliados em abril de 1944, numa missão que pretendia neutralizar a rede de abastecimento das tropas alemãs e impedir o embarque de soldados para a Frente Oriental. O prédio foi posteriormente reconstruído em estilo racionalista, com restauração de parte da antiga estação, como a nave central, que foi convertida num amplo salão que leva à nova área das plataformas.